# Enric IV de Brabant
Enric IV de Brabant (nascut al voltant de 1251, mort després de 1272) va ser duc de Brabant (1261-1267). Era el fill d'Enric III, duc de Brabant i d'Adelaida de Borgonya.
Va succeir al seu pare a l'edat de deu anys sota la tutela de la seva mare. Aquesta regència va ser disputada pel seu oncle Enric I, landgravi de Hessen i per un cosí, Enric de Lovaina, senyor de Gaasbeek. Els abús causats per la duquessa Adelaida de Borgonya com a regent van causar disturbis a Lovaina.
Enric, feble i de poca intel·ligència, una mica més tard va abdicar el ducat a favor del seu germà Joan I de Brabant i va postular a l'abadia de Saint-Bénigne de Dijon a Borgonya. Va fer els seus vots l'1 d'octubre de 1269, a l'Orde de Sant Agustí. Una acta l'assenyala viu el 28 d'abril de 1272, però no se sap la data de la seva mort.